# جان باتريك نازون
جان باتريك نازون (بالفرنسية: Jean-Patrick Nazon)‏ ولد بتاريخ 18 يناير 1977 في إبنال، هو دراج فرنسي في صنف سباق الدراجات على الطريق.

## سجل النتائج

### سباقات أو مراحل فاز بها
- طواف فرنسا

## روابط خارجية
- جان باتريك نازون على موقع الاتحاد الدولي للدراجات (الإنجليزية)
- جان باتريك نازون على موقع أرشيف الدراجات (الإنجليزية)
- جان باتريك نازون على موقع إحصائيات الدراجات الإحترافية (الإنجليزية)
- جان باتريك نازون على موقع نسبة الدراجات (الإنجليزية)
- جان باتريك نازون على موقع CycleBase (الإنجليزية)